# ユベール・オリオール

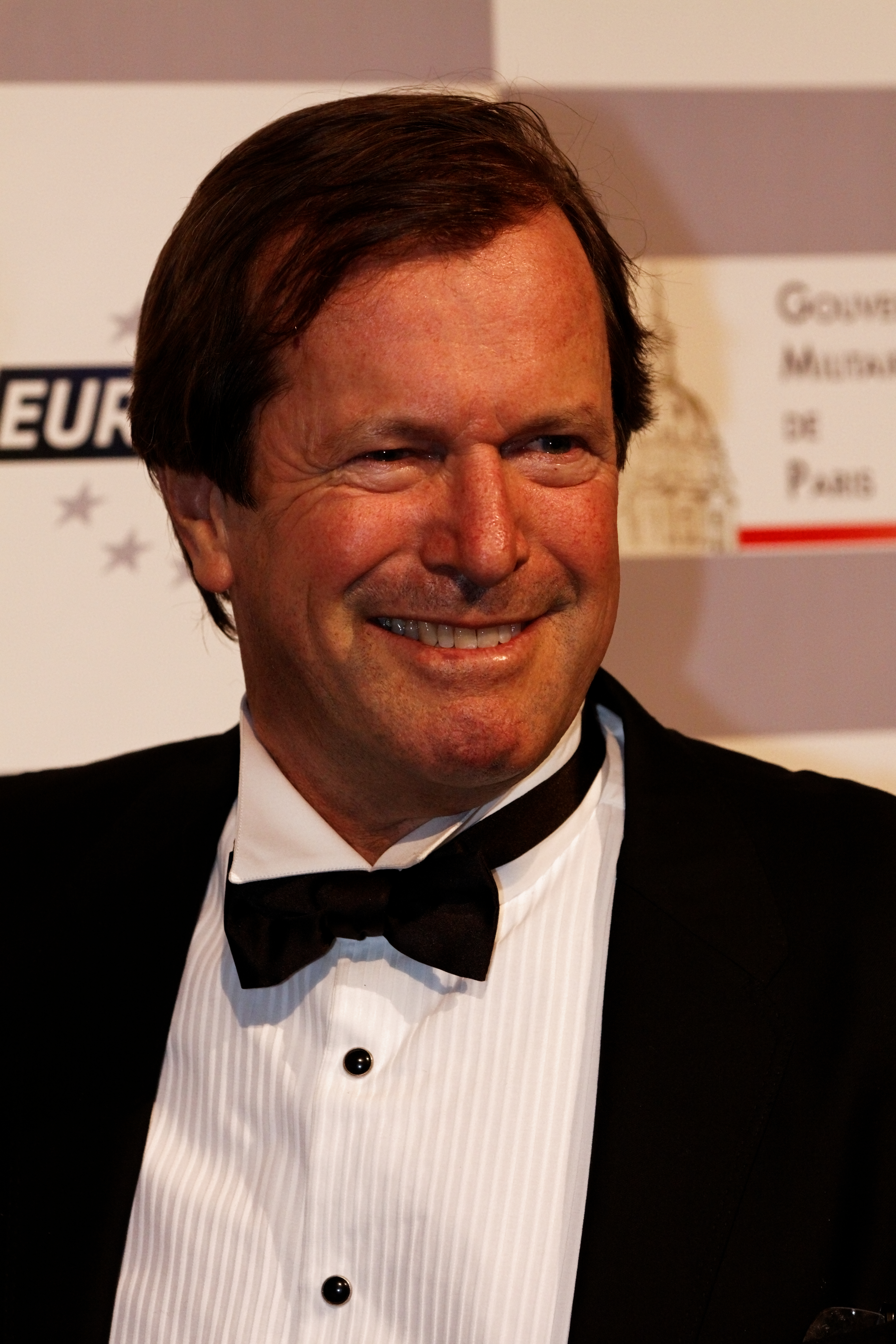
2012年フェスティバル・オートモーティブ・インターナショナルにて

ユベール・オリオール（Hubert Auriol、1952年6月7日 – 2021年1月10日) は、フランス国籍のオフロードレーサー。史上初めて二輪・四輪の両方でダカール・ラリーを制覇した人物である。

## 概要
二輪・四輪の両方の部門でダカール・ラリーを制覇した最初の人物である（他はステファン・ペテランセルとナニ・ロマのみ）。さらに第1回パリ・ダカールラリーから1994年まで最後まで第1回パリダカから連続出場を続けた最後の選手でもある。また二輪部門の1イベント中の最多ステージ勝利数記録（9回）は、現在も破られていない。
出身地がアフリカ（エチオピア）であることや、アフリカを舞台にしたダカール・ラリーで複数回の優勝を果たしたことから、「ザ・アフリカン」の異名を取った。
オリオールは上流階級の出身で長身と爽やかな笑顔と気さくさに加え、英語を流暢に喋るとあって、社交場では女性やスポンサーに愛される魅力を持っていた。その点、友人でライバルのシリル・ヌヴーは平民の生まれで小柄で英語は喋れず、おまけに気難しい性格であったため、対照的であったという。
1995年国家功労勲章およびレジオンドヌール勲章受賞、2019年FIA殿堂入り。
1997年ダカールの二輪部門で3位表彰台を獲得し、その後スポーティングディレクターを務めたデビッド・カステラの父は、オリオールの整備士だった。
3人の子供がいる。
WRC王者のディディエ・オリオールとは血縁関係にはない。

## 経歴

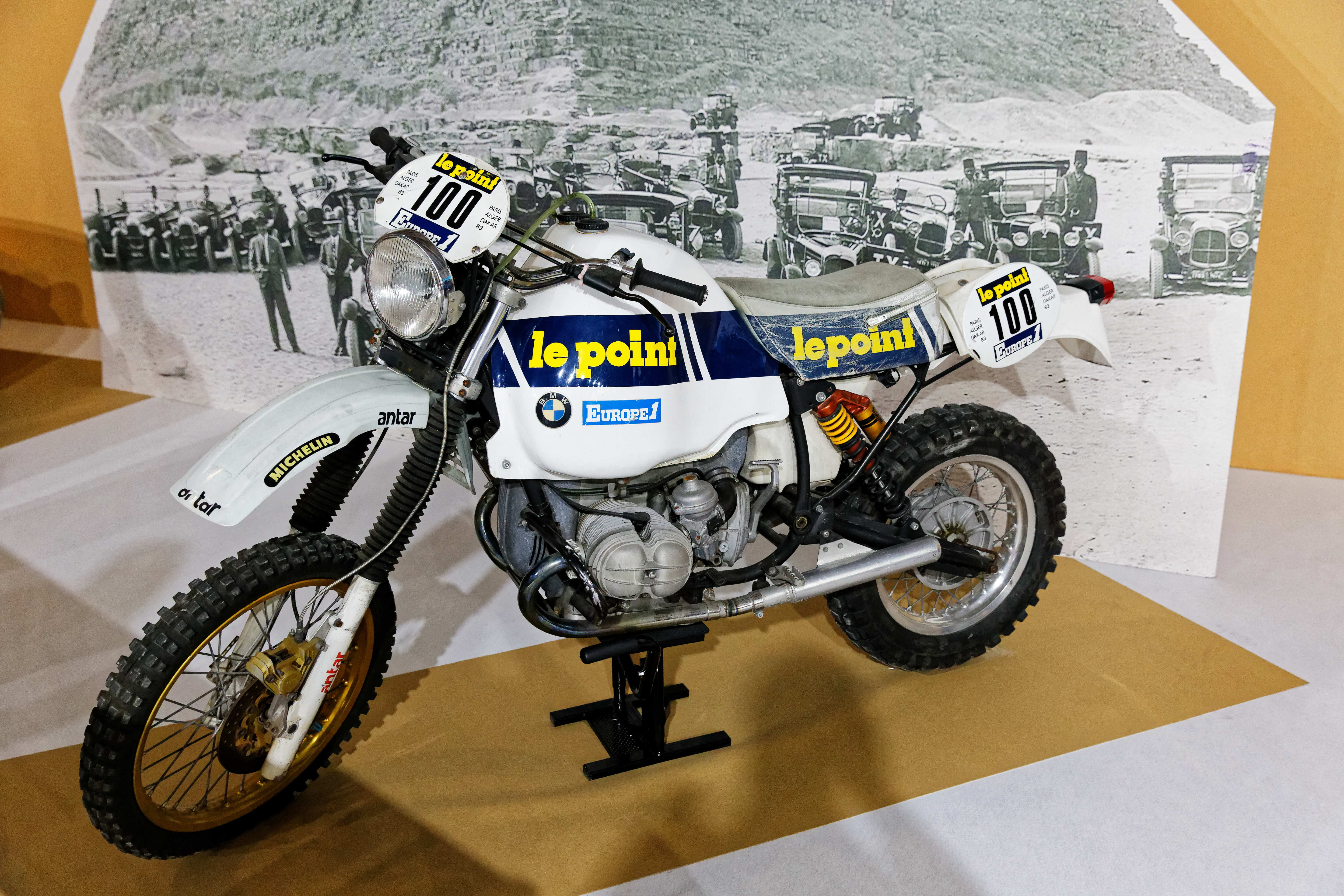
BMW・R80G/S（1983年優勝車）

父親が鉄道会社を経営していたエチオピアの首都アジス・アベバで生まれた。11歳の時にフランスに帰国し、経済学を学び、繊維製品の販売に携わった。
1973年、20歳の時にモトクロスとエンデューロを始める。1980年に国内エンデューロでタイトルを獲得した。この頃シリル・ヌヴーと知り合っている。
オリオールはヌヴーの誘いでダカール・ラリーの開幕初年度から参戦。初年度のみヤマハ（二輪クラス7位完走）で、以降はBMWを用いた。
1980年大会では、バイクが故障した後にブッシュ・タクシー（アフリカで独自に発達している乗り合いタクシー）に乗ったため失格となった。
開発競争でラリーが高速化し1リッター級のビッグバイクが次々登場する中、同じフランス人で第一回ダカールを制したホンダ陣営のヌヴーや、モトクロス世界王者で同じBMW陣営のガストン・ライエと激闘を繰り広げた。
オリオールはナビゲーションスキルを強みとし、1981年にBMW初の総合優勝をもたらした。1983年は、直前の偵察遠征で負傷し、腕にギブスを巻いた状態での参戦であったが、自身2度目の総合優勝を果たしている。
1984年は2位に入ったが、これはライエが当時はまだ戦略として認められていなかった、ライバルの後からついていって最後に追い抜くという戦い方による逆転劇であり、これをオリオールは強く非難した。
1985年からは100万ドルとも噂される移籍金によりカジバへ乗り換えたが、このイタリア車メーカーの信頼性の問題で勝利ボーナスの得られない年が続いた。
1987年ダカールでは、最終ステージの一つ前のステージで切り株に足を引っ掛け、両足首を開放骨折。痛みを堪えながら25kmを気力だけで走りきり、このステージはヌヴーのナビゲーションミスもあってわずか6分遅れで首位をキープしたままゴールした。先にゴールしたヌヴーは彼を待ち侘びていたが、ユベールはゴールするなりバイク上で突っ伏して号泣した。周囲の人々が彼をバイクから降ろしてブーツを切り剥がすと、骨が見えていた。ヌヴーが心配そうに見つめる前で、オリオールは子供のように泣きながら、「ヌヴーは最も強い」とライバルを認めつつも「もう二度とバイクには乗らない」とカメラに語った（この発言は後に、同年のティエリー・サビーヌの死亡事故のショックも理由だったと語っている）。結局、3勝目前でのリタイアとなり、ヌヴーが勝利した。ユベールは敗れはしたが、最後までSSを走りきったガッツに多くの人々の賞賛を集めた。
「彼は対戦相手であり、旅の仲間だったが、何よりも最初は友人だった。友人が去るのはショックだ」とシリル・ヌヴーは日曜のRMCでコメントした。奇しくも、ヌヴーの二輪部門制覇はこの年が最後であった。
この後、オリオールはパトリック・フォーティック、アーサー・パウエル、アンリ・ペスカローロと共に、1938年にハワード・ヒューズが記録したプロペラ飛行機の世界一周記録を破る旅に出た。機種は大幅に改良したロッキード L-18 ロードスターで、50年前のハワード・ヒューズの記録を破って88時間49分の新記録を樹立した。
翌1988年は宣言通りバイクを降りたが、ダカールへの情熱は守っており、四輪部門へ転向。1990年まではバギーカーで参戦するが、結果は残せなかった。1991年はラーダ・サマーラで総合5位に入った。

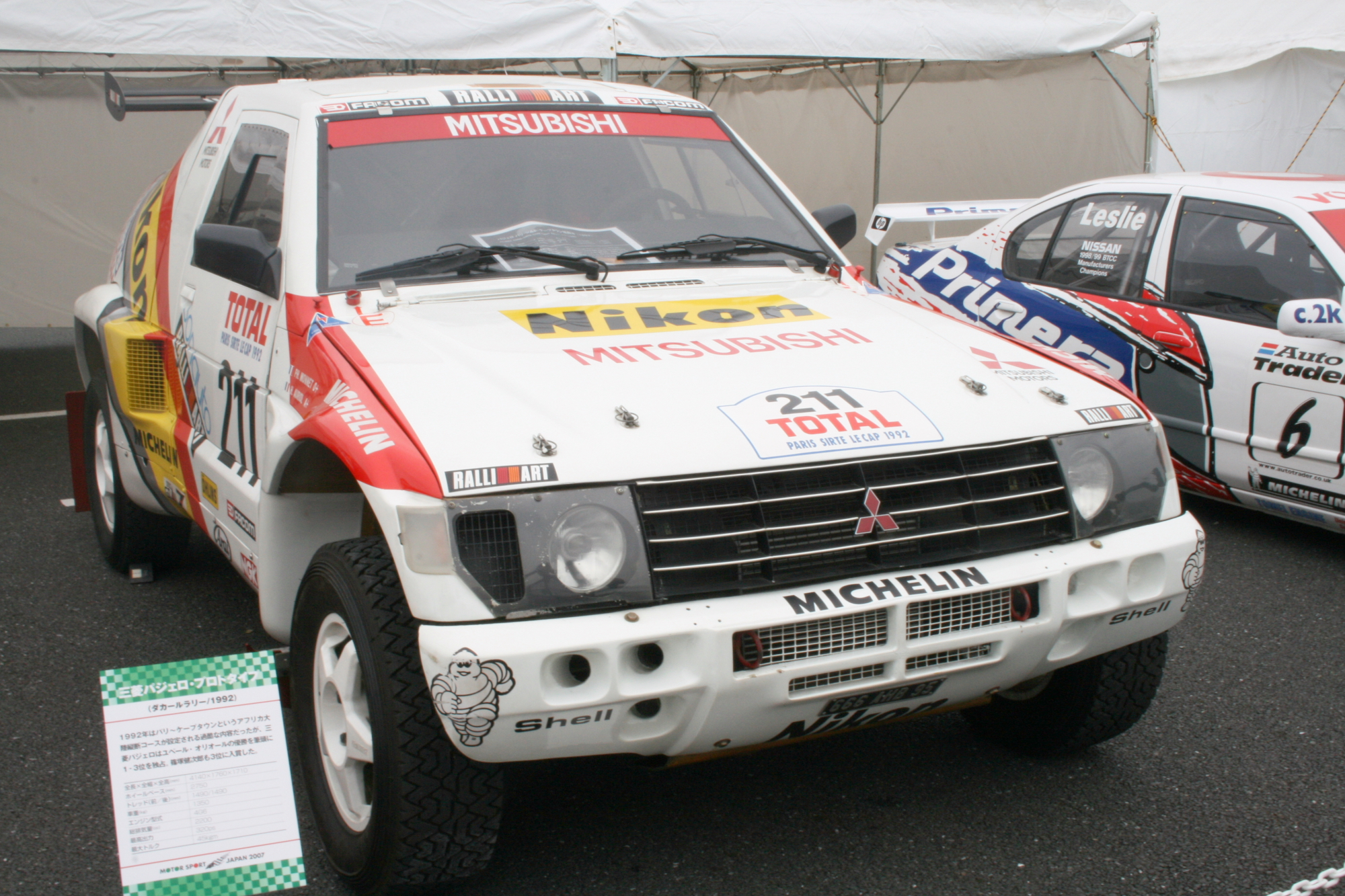
三菱・パジェロ プロトタイプ（1992年優勝車）

1992年フィニッシュ地点が南アフリカのケープタウンとなり「パリ＝ル・カップ」と名称が変わったこの大会で、三菱自動車工業のワークスチームに加入。三菱・パジェロのプロトタイプ車両をドライブし、総合優勝を果たした。ナビはフランス人のフィリップ・モネ。二輪・四輪の双方でダカールを制した最初の選手となった。
1993、1994年はシトロエンへ移籍し、ZX RRをドライブした。1994年は砂丘ステージのウェイポイントが運営によりキャンセルされた伝説の年で、オリオールたちはシトロエンの指示によりペナルティ覚悟でウェイポイントを通過せず迂回して事なきを得ている。
1995年から2004年はダカール・ラリー運営のASOに加わり、レースディレクターを務めた。
2006年にチーム・いすゞ・クレイ・レガツォーニからD-MAXをドライブしダカールに一度だけ復帰した。
2008年にアフリカ・エコレースの設立に関わるが、ASOから知的財産権に関わる訴訟を起こされ、ASOの主張が一部認められたため、レース運営から離脱した。
2020年にダカールがサウジアラビアへ移転した際は、イベントを訪問して元気な姿を見せていたが、実は病魔に侵され、デリケートな健康状態であった。2021年に新型コロナウイルスに感染し、持病の心疾患が悪化し死去。享年68。命日はダカールの開催期間中であり、第7ステージ終了後にもたらされたその訃報はビバークに衝撃を与えた。